# Borgio Verezzi
Borgio Verezzi is een gemeente in de Italiaanse provincie Savona (regio Ligurië) en telt 2330 inwoners (31-12-2004). De oppervlakte bedraagt 2,9 km², de bevolkingsdichtheid is 1062 inwoners per km².
De volgende frazioni maken deel uit van de gemeente: Borgio, Verezzi.

## Demografie
Borgio Verezzi telt ongeveer 1139 huishoudens. Het aantal inwoners daalde in de periode 1991-2001 met 8,8% volgens cijfers uit de tienjaarlijkse volkstellingen van ISTAT.
| Jaar | Inwoneraantal |
| ---- | ------------- |
| 1991 | 2297          |
| 2001 | 2095          |

## Geografie
Borgio Verezzi grenst aan de volgende gemeenten: Finale Ligure, Pietra Ligure, Tovo San Giacomo.

## Externe link

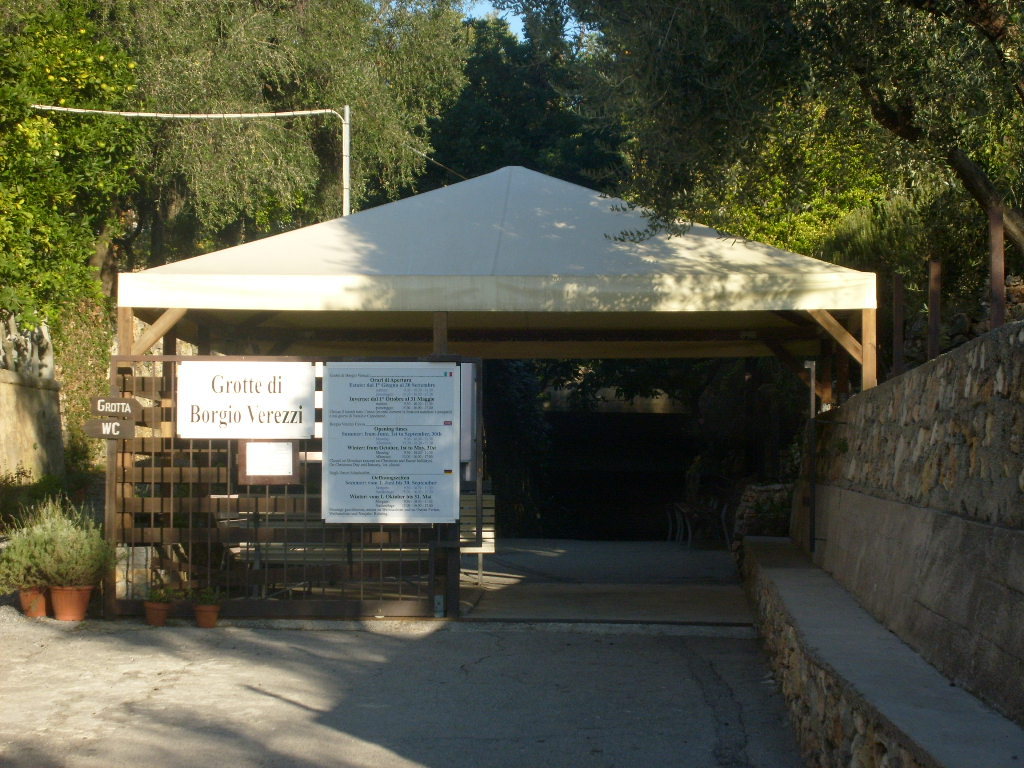
Grotte di Borgio Verrezi.
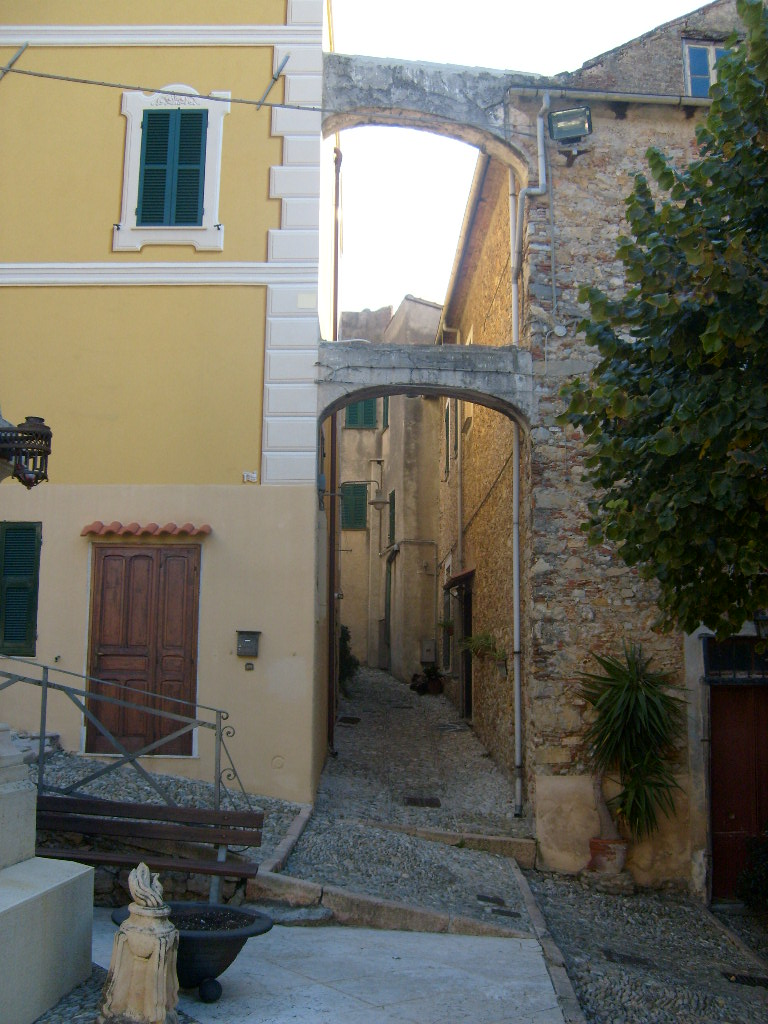
Straatje in het oude gedeelte van Borgio Verezzi.
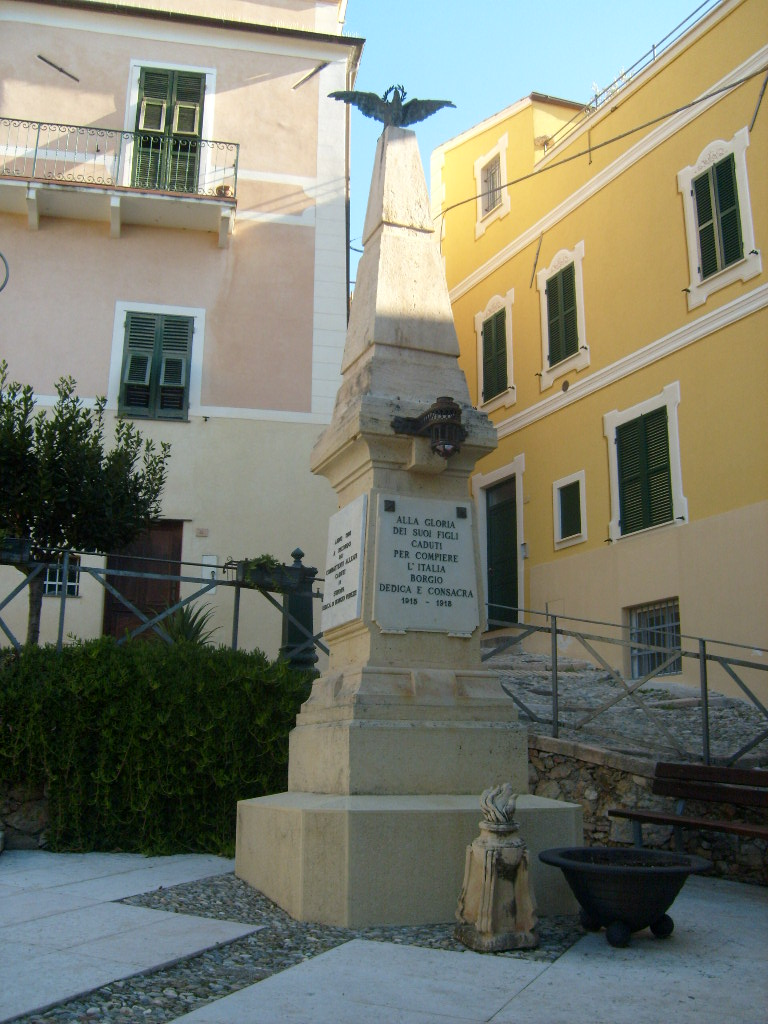
Pleintje voor de kerk van de oude gedeelte van Borgio Verezzi.
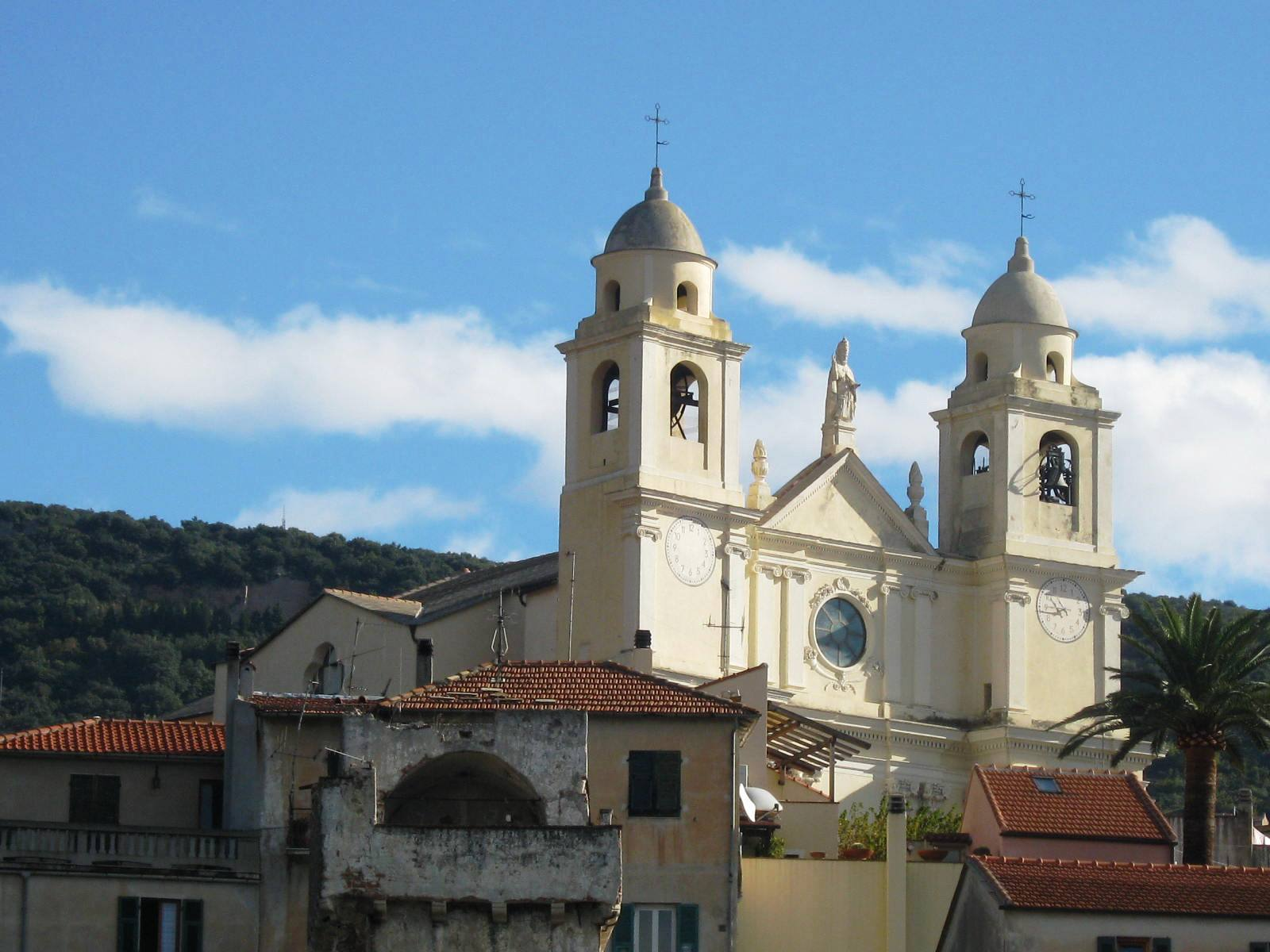
Parrochia S.Pietro Apostolo
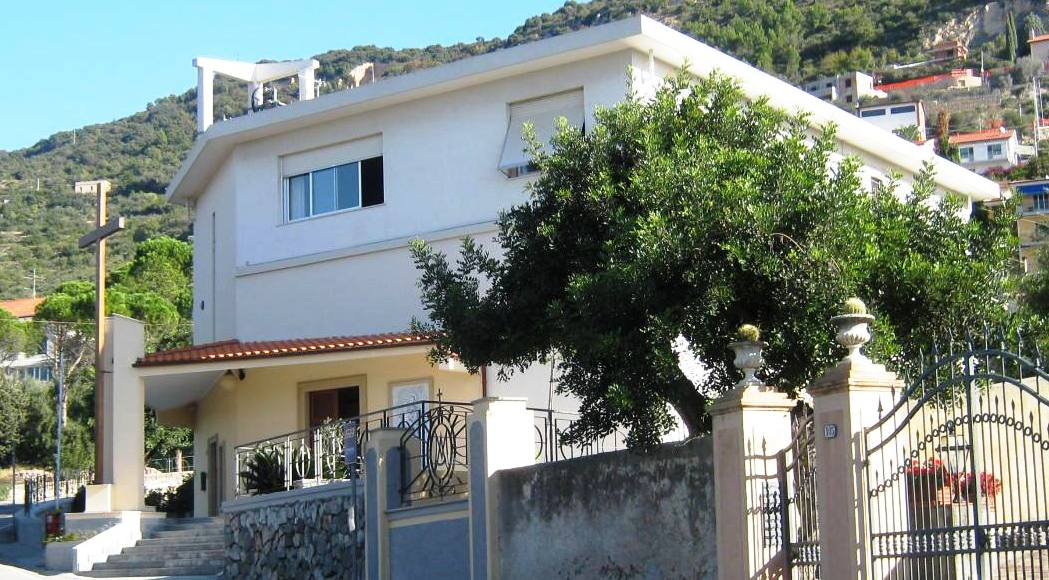
Chiesa San Giuseppe.
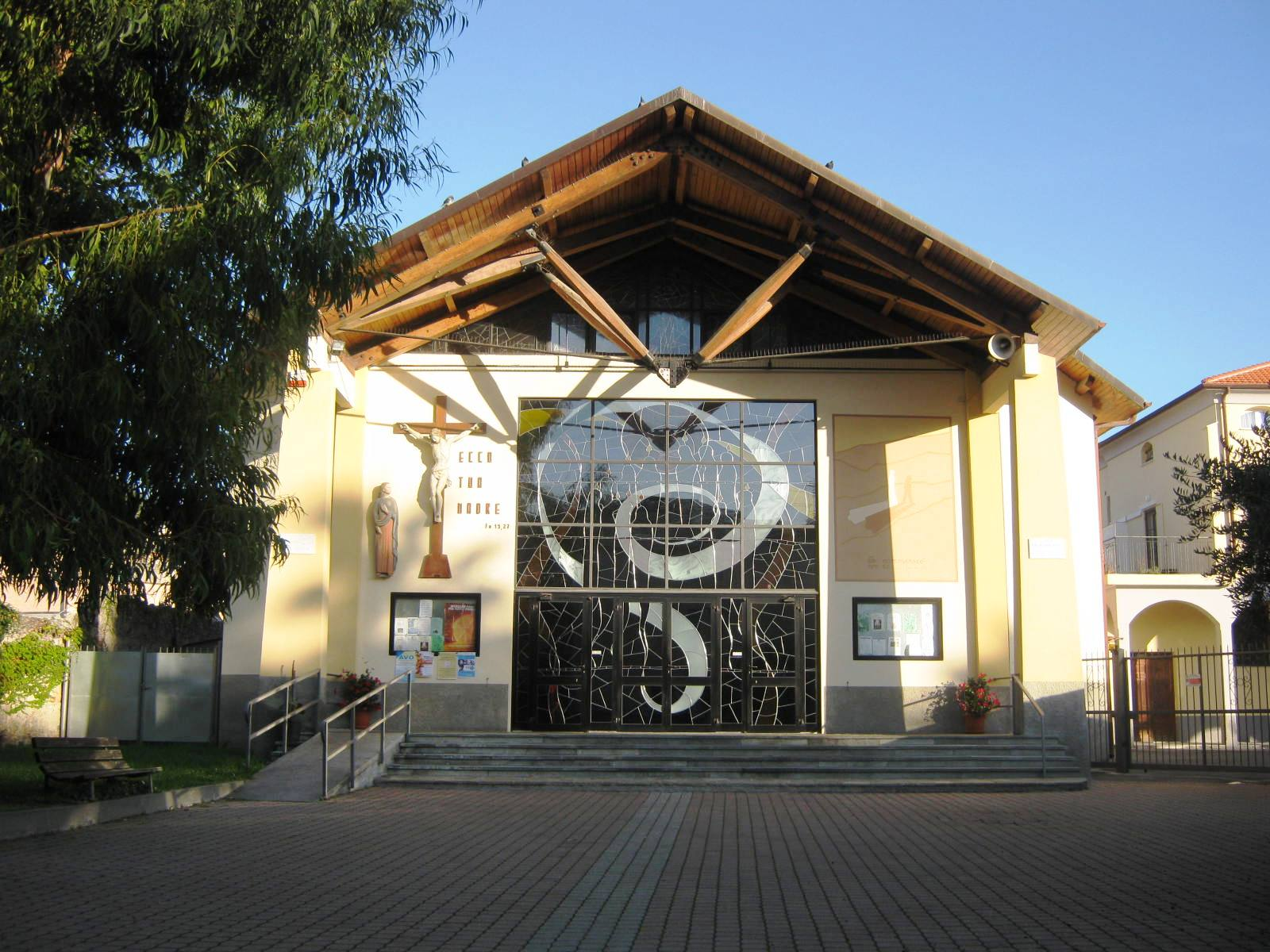
Parrochia Chiesa di Gesu Redentore.